# Rengha Rodewill
Rengha Rodewill (Hagen, Westfalia) 11 d'octubre de 1948 és una fotògrafa, autora, pintora, artista gràfica i ballarina alemanya.

## Biografia
Rengha Rodewill va créixer a Hagen. Hi va estudiar dansa escènica amb Ingeburg Schubert-Neumann i pintura amb Will D. Nagel. Després de viatges d'estudi a Itàlia i Espanya, es va establir a Potsdam el 1978, on va obrir un estudi el 1998 a Babelsberg.
Des de l'any 2000 va tenir un bescanvi artístic intensiu amb la poetessa Eva Strittmatter fins a la mort de Strittmatter el 2011. Va integrar poemes de Strittmaier en el llibre Zwischenspiel: Lyrik/Fotografie (2010). El llibre i l'exposició de fotografies de Rodewill es va estrenar l'octubre del 2010 a la òpera Deutsche Oper a Berlín.
Rodewill va començar nombrosos projectes de crossover. Va participar en causes benèfiques i esdeveniments socials als quals va atraure molts artistes famosos. Amb el clarinetista de jazz Rolf Kühn, el germà gran del pianista Joachim Kühn, i el seu trio va fer el vernissage d'un concert de jazz en directe. A la Friedrich Naumann Stiftung de Babelsberg, el maig de 2004, Rodewill va exposar objectes i collages de material sota el títol BTrachtungsweisen. Per al centenari de la poestessa jueva alemanya Mascha Kaléko Rodewill va crear una instal·lació artística.

## Obres
- Zwischenspiel: Lyrik/Fotografie, amb Eva Strittmatter[4]
- Einblicke – Künstlerische – Literarische – Politische. Die Bildhauerin Ingeborg Hunzinger. amb cartes de Rosa Luxemburg[6]
- Bautzen II (2013)[7]
- Hoheneck – Das DDR-Frauenzuchthaus[8]
- -ky's Berliner Jugend – Erinnerungen in Wort und Bild. amb Horst Bosetzky[9]
- Angelika Schrobsdorff – Leben ohne Heimat (Biografia)[10]

## Galeria

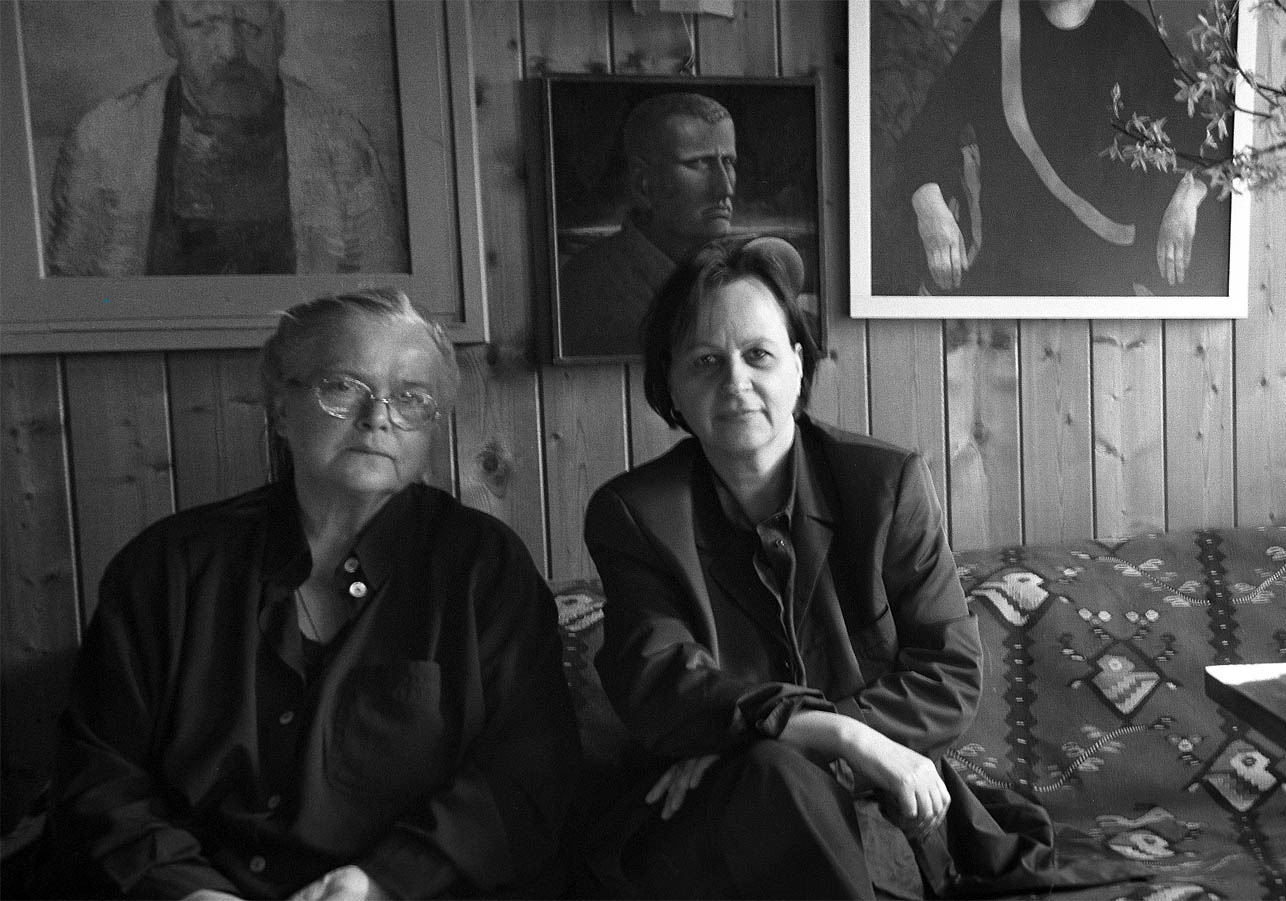
Eva Strittmatter i Rengha Rodewill
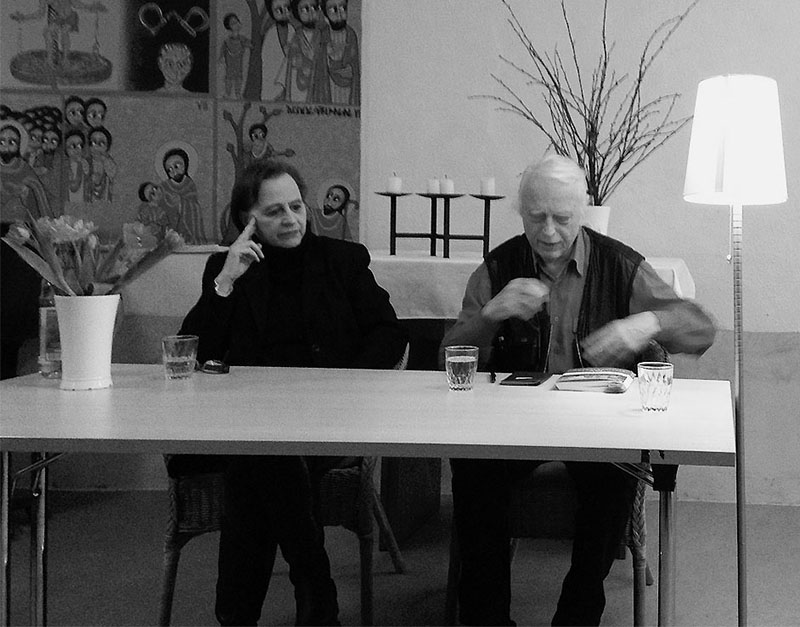
Rengha Rodewill i Horst Bosetzky
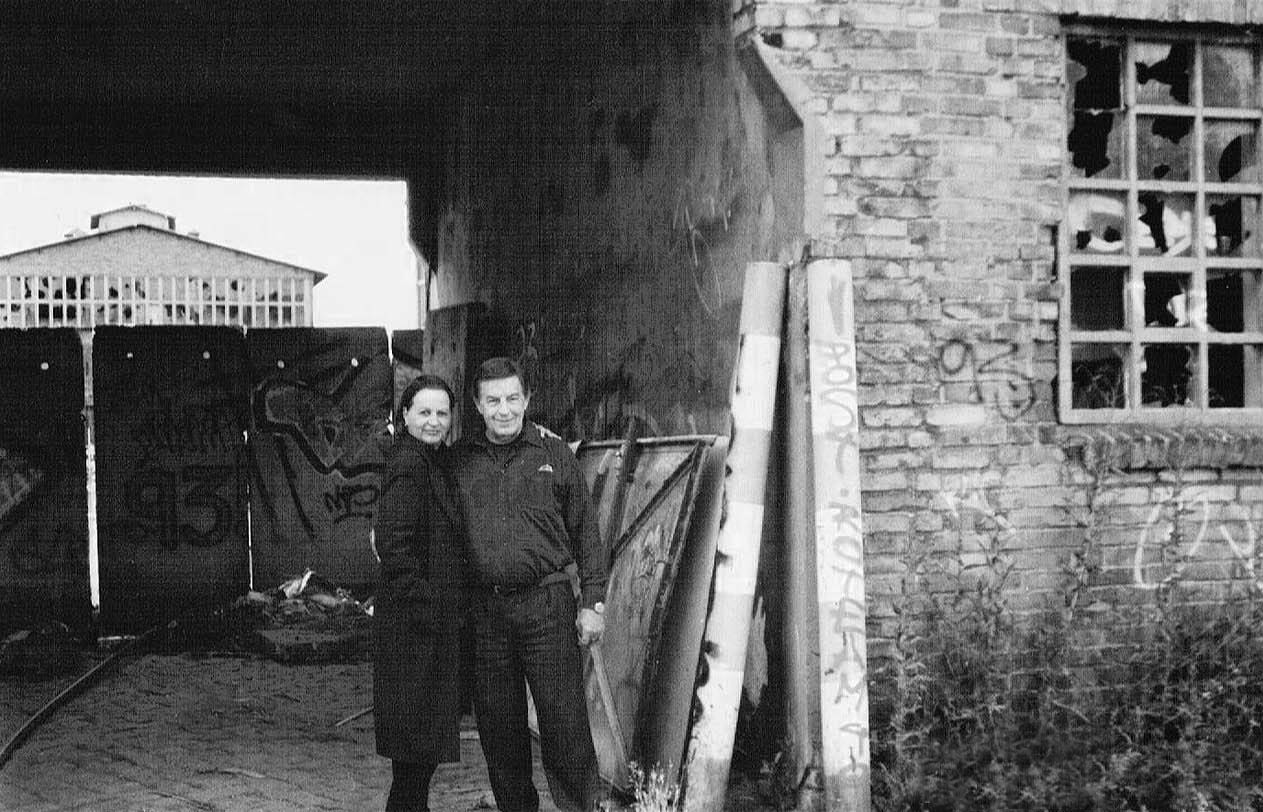
Rengha Rodewill i Rolf Kühn
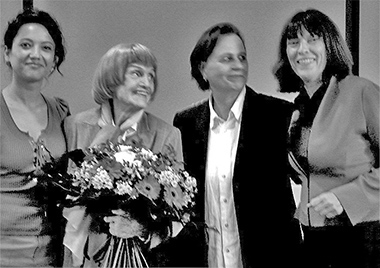
(d'esquerra a dreta) Madeleine Wehle, Gisela May, Rengha Rodewill, Beatrix Schmidt